# Regatul Kuș
Regatul Kuș (sau Kușit / Cușit) a fost un regat antic în Nubia, situat la confluența Nilului Albastru cu Nilul Alb și râul Atbara, acolo unde sunt acum Sudan și Sudanul de Sud.

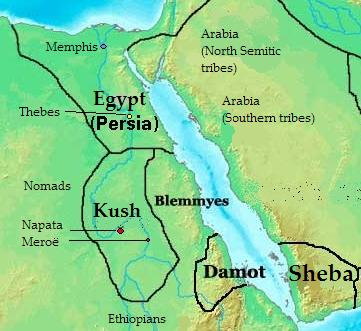

Epoca cușită a apărut în Nubia după prăbușirea Epocii Bronzului și dezintegrarea Noului Regat al Egiptului. Centrul Regatului Cușit a fost la Napata, în faza timpurie. După ce regele Cașta ("cușitul") a invadat Egiptul în secolul 8 Î. hr., împărații cușiți au condus timp de un secol ca faraonii celei de a douăzeci și cincea dinastii a Egiptului, până când au fost alungați de asirienii conduși de Assarhaddon.
În antichitatea clasică, capitala cușită imperială a fost situată la Meroë. La început, în geografia grecească, regatul meroitic a fost cunoscut sub numele de Aethiopia. Regatul kușit cu capitala la Meroe a persistat până în secolul al 4-lea AD, când a slăbit și s-a dezintegrat din cauza rebeliunii interne. Capitala a fost cucerită și arsă din temelii de către Regatul Aksum.

## Numele

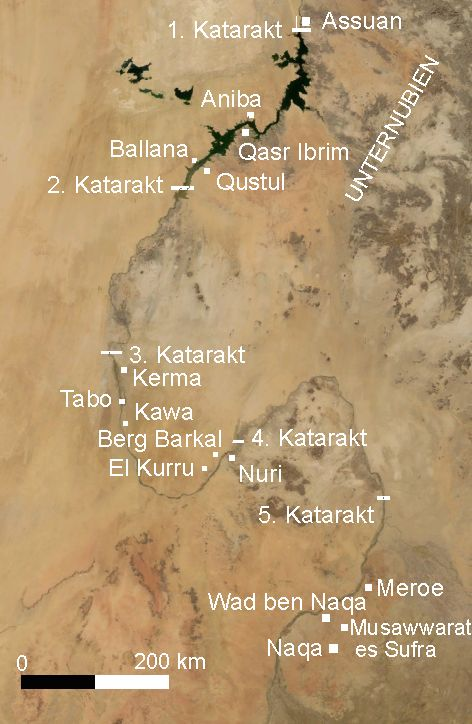

Numele regatului a fost înregistrat în egipteană ca k3š, probabil pronunțat /kuɫuʃ/sau /kuʔuʃ/ în Egiptul de Mijloc atunci când termenul este utilizat pentru prima oară pentru Nubia.
Este, de asemenea, un termen etnic pentru populația nativă care a inițiat regatul cușit. Termenul este, de asemenea, folosit ca nume de persoane cușite, , cum ar fi regele Cașta (o transcriere a k3š-t3 "(unul din) țara Kuș"). Din punct de vedere geografic, Cuș sau Kuș, se referă,  în general, la regiunea la sud de prima cataractă (cascadă) a Nilului. Kush, de asemenea, a fost reședința celei de-a 25-a dinastii a Egiptului.
Numele cuș, cel puțin de la Iosephus Flavius încoace, a fost asociat cu personajul biblic Cuș, în Biblia ebraică (în ebraică: כוש), fiul lui Ham (Geneza 10:6). Ham a avut patru fii numiți: Cuș, Pune, Canaan și Mizraim (numele ebraic al Egiptului). Potrivit Bibliei, Nimrod, un fiu al lui Cuș, a fost fondatorul și rege al Babilonului, al Urukului, al Akkadului și al Calnehului, în Șinar (Gen 10:10). De asemenea, Biblia face referire la cineva pe nume Cuș care este un veniamit (Psalmi 7:1, KJV).
Unii cercetători moderni, cum ar fi Friedrich Delitzsch, au sugerat că biblicul Cuș ar putea fi legat de casiții din Munții Zagros (actualul Iran).

## Originile

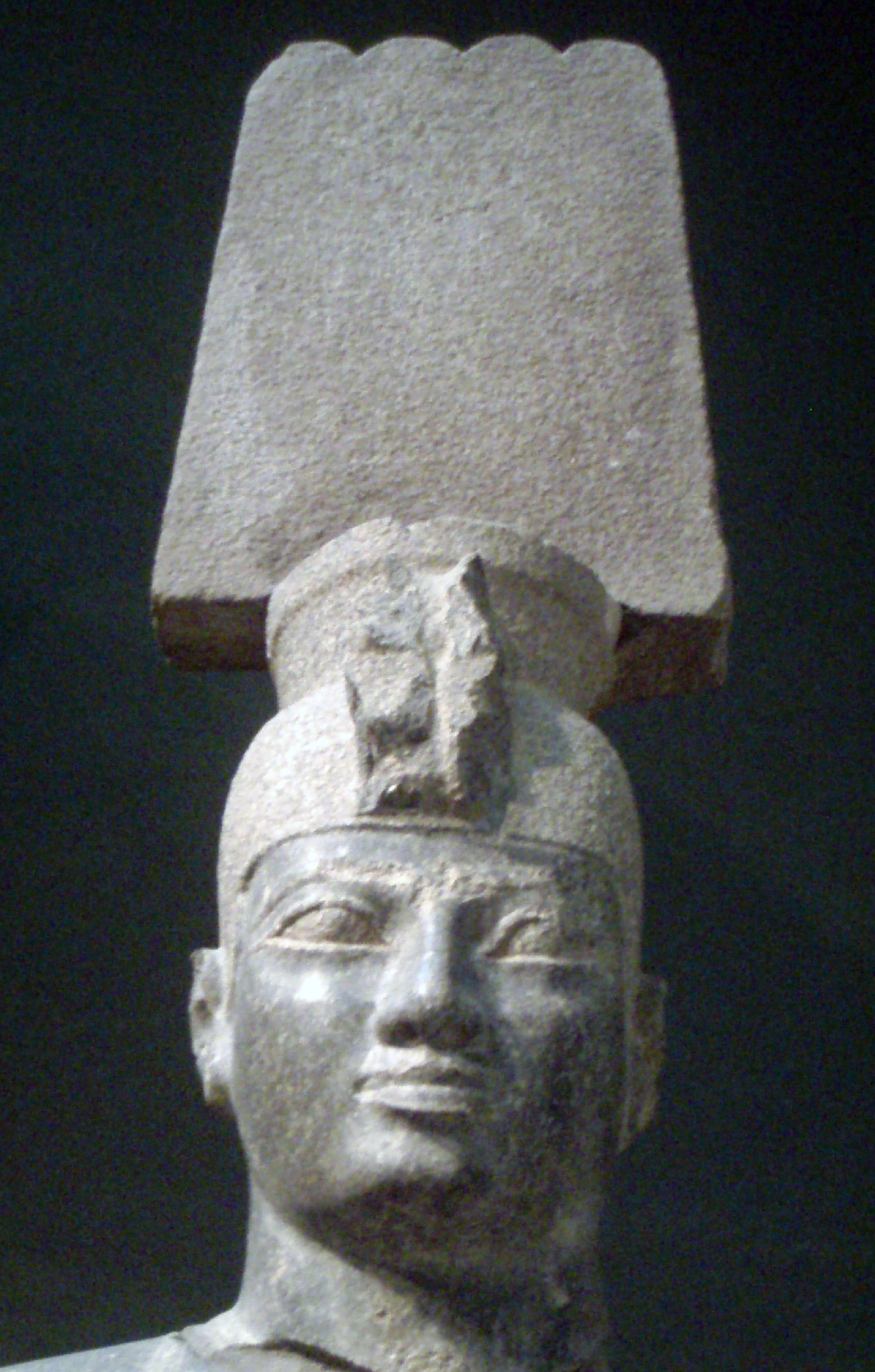
Statuia faraonului kușit Aspelta, perioada Napata (cca. 620-580 Î. hr.).

### Cucerirea Egiptului (a 25-a dinastie)

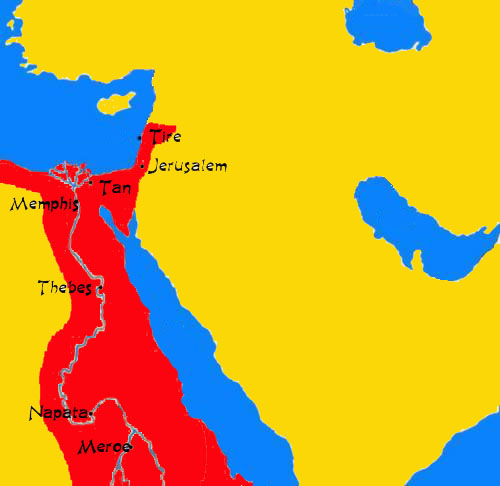
Limitele maxime ale Regatului Kuș în 700 Î. hr.

Rezistența regatului kușit față de stăpânirea celei de a XVIII-a dinastii egiptene apare în scrierile lui Ahmose, un războinic egiptean care a servit sub Nebpehtrya Ahmose (1539-1514 Î. hr.), Djeserkara Amenhotep I (1514-1493 Î. hr.) și Aakheperkara Thutmose I (1493-1481 Î. hr.). La sfârșitul celei de a Doua Perioade Intermediare (la mijlocul secolului al XVI-lea Î. hr.), Egiptul se confruntă cu două amenințări existențiale— hiksoșii în Nord și cușiții în Sud. În scrierile lui Ahmose, cușiții sunt descriși ca arcași, "Acum, după ce Maiestatea Sa i-a ucis pe bedoinii din Asia, el a navigat în amonte, spre Nubia de Sus pentru a distruge pe arcașii nubieni."

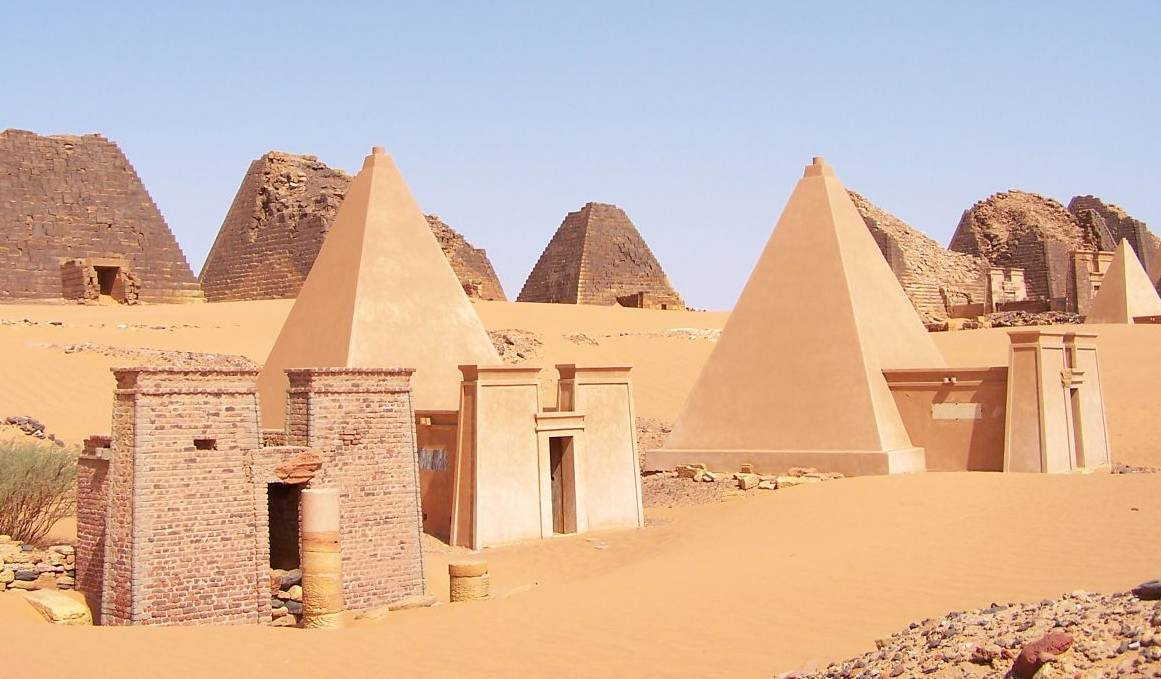
Piramidele de la Meroe, Sudan – Moștenire universală UNESCO.

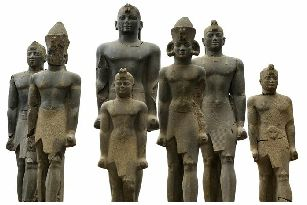
A 25-a dinastie

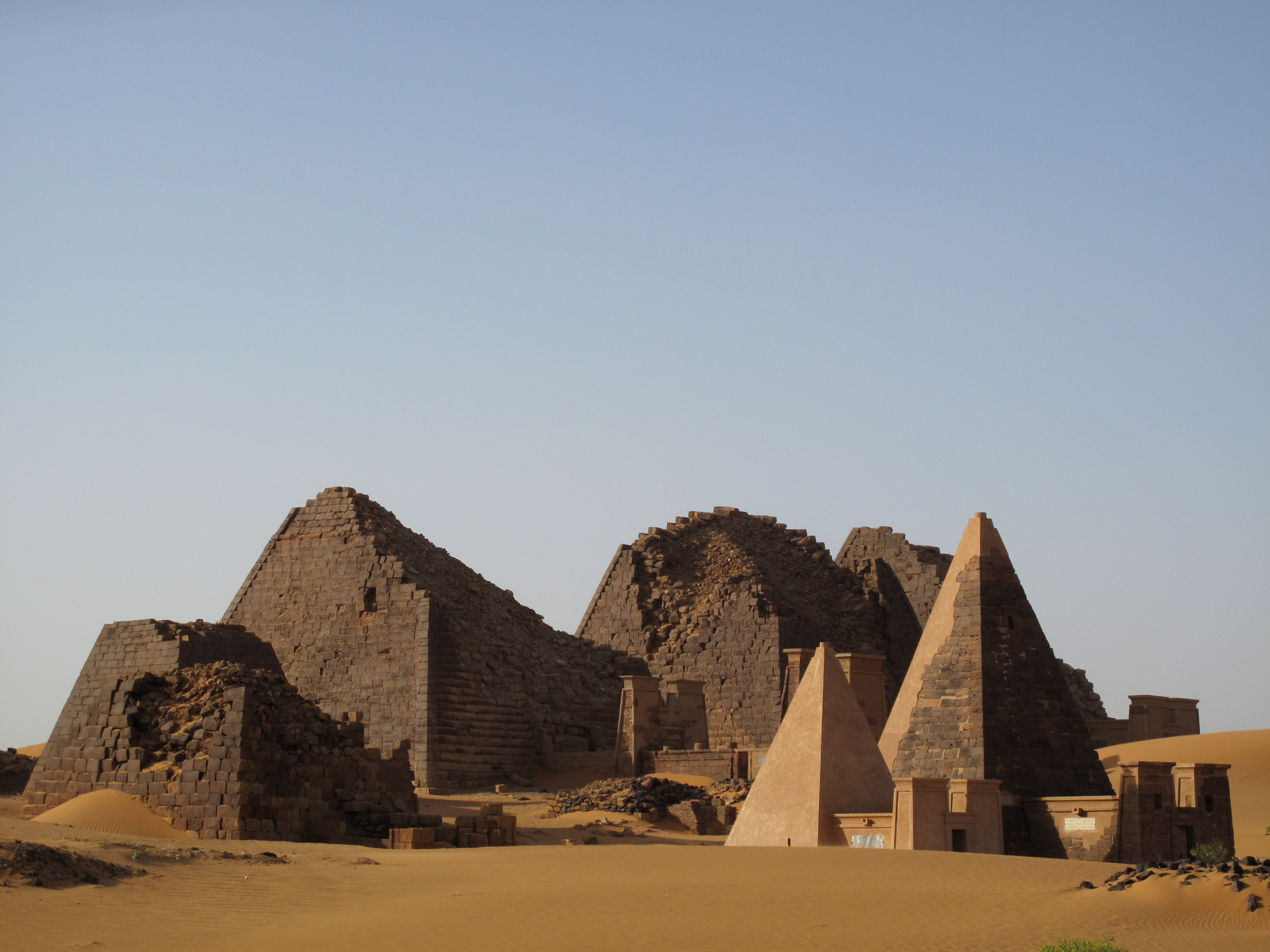
Vedere panoramică a piramidelor de la Meroe

Prestigiul internațional al Egiptului a scăzut considerabil spre sfârșitul celei de a A Treia Perioade Intermediare. În aceeași perioadă, asirienii, începând cu secolul 10 Î. hr., se extind din nordul Mesopotamiei, patria lor, și cuceresc un imperiu vast, inclusiv întregul Orient Apropiat, și o mare parte din Asia mică, la est, estul Mării Mediterane, Caucazul și Persia antică.
În 945 Î. hr., Șeșonq I și prinții libieni au preluat controlul deltei Egiptului Antic și au fondat așa-numita dinastie libiană sau bubastită, care va dura aproximativ 200 de ani. Șeșonq, de asemenea, a câștigat controlul sudului Egiptului, prin plasarea membrilor familiei sale în importante poziții preoțești. În 711, regele Șeșonq a făcut din Memphis capitala nordului. 
Alara a fondat dinastia napatană, sau a 25-a dinastie la Napata în Nubia, acum Sudan. Succesorul lui Alara,  Kashta a extins controlul cușit la nord până la Elefantina și Teba în Egiptul de Sus. Succesorul lui Kashta,  Piye a preluat controlul Egiptului de Jos în jurul anului 727 Î. hr., creând cea de a Douăzeci și Cincea Dinastie a Egiptului. Acest lucru a continuat până în 671 Î. hr., când a fost detronat de Imperiul Neo-Asirian.

## Limba cușiților

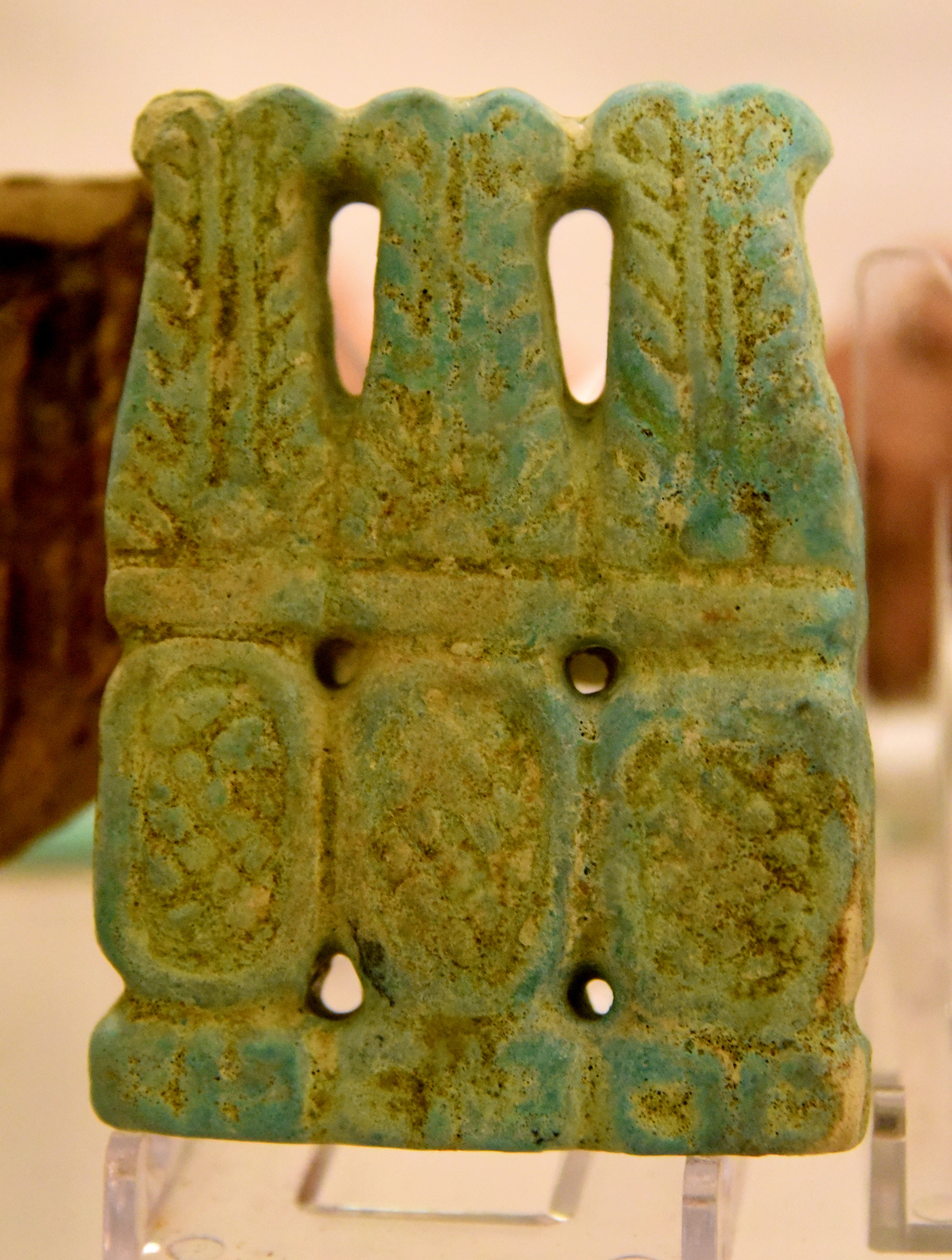
Ștampila sau inelul degetului mare în formă de 3 cartușe (incluzând punctul). Fiecare având în vârf două pene și discul soarelui. Faianță din Meroe. Perioada meroitică. Muzeul de Arheologie Egipteană Petrie.

Limba meroitică a fost vorbită în Meroë și Sudan în timpul perioada meroitică (atestată începând cu 300 Î. hr.). Au dispărut pe la 400 AD. Limba era scrisă în două forme de alfabet meroitic: meroiticul cursiv, care a fost scris cu un stylus și a fost folosit în general pentru evidență; și meroiticul hieroglific, care a fost sculptat în piatră sau utilizat pentru documente regale sau religioase. Nu este bine înțeles datorită rarității textelor bilingve. Cea mai veche inscripție meroitică datează din 180-170 Î. hr. Aceste hieroglife au fost găsite gravate pe templul reginei Shanakdakhete. Meroiticul cursiv este scris orizontal, și se citește de la dreapta la stânga ca toate ortografiile semite.
Este neclar cărei familii lingvistice îi aprține limba meroitică. Claude Rilly a propus includerea meroiticei, asemeni limbii nobiin, în ramura estsudaneză  a familiei nilo-sahariană. Kirsty Rowan sugerează apartenența limbii meroitice, la fel ca limba egipteană, familiei limbilor afro-asiatice. Ea se bazează pe inventarul sonor și fononotactică, care sunt similare cu cele ale limbilor afro-asiatice și diferite de cele ale limbilor nilo-sahariene.